# 前144年
| 千纪： | 前1千纪 |
| 世纪： | 前3世纪 \| 前2世纪 \| 前1世纪                                                                                         |
| 年代： | 前170年代 \| 前160年代 \| 前150年代 \| 前140年代 \| 前130年代 \| 前120年代 \| 前110年代                               |
| 年份： | 前149年 \| 前148年 \| 前147年 \| 前146年 \| 前145年 \| 前144年 \| 前143年 \| 前142年 \| 前141年 \| 前140年 \| 前139年 |
| 纪年： | 西汉汉景帝中元六年 |

## 大事记
- 上郡之战，汉上郡太守李广与匈奴骑兵的一次遭遇战。
- 汉朝设山阳国。
- 农历六月，匈奴从雁门郡进入武泉（今内蒙古武川）、上郡，掠夺苑马，汉兵战死者二千人。（《汉书·帝纪第五》）

## 逝世
- 6月6日——刘武，汉梁孝王（出生年月不明）